# 微软诉迈克·罗伊案
微软诉MikeRoweSoft案发生在2004年，由美国微软公司与加拿大的一名高中学生迈克·罗伊（Mike Rowe）之间的法律纠纷，起因为罗伊注册了“MikeRoweSoft.com”的域名，而微软方面称该名称“MikeRoweSoft”与微软的公司名“Microsoft”发音相似，他们的商标权已受到侵害。
因为微软对一名学生的兼职网页设计工作采取了法律行动，此案也引起了国际媒体的关注，而罗伊则得到了网络社会的支持。最终二者达成和解，罗伊将该域名的所有权授予微软，而微软则给予罗伊Xbox和其他补偿。

## 背景
域名MikeRoweSoft.com最初是由加拿大学生迈克·罗伊（Mike Rowe）注册于2003年8月 ，罗伊建立了这个网站用作兼职网页设计生意，选择这个域名则是为了利用在他的名字后面加上soft所产生的谐音效果。由于读音与作为商标的企业名称相近，微软认为这一域名是商标侵权并要求罗伊放弃它。在接到微软在加拿大的法律代表Smart & Biggar于2004年1月14日发来的信函后，罗伊回复要求为放弃域名获得补偿。
微软提议付给罗伊注册域名时花费的10美元，罗伊则反过来要求10000美元，随后声称他这么做是因为对微软最初提议的10美元感到“恼火” ，微软拒绝了这一要求并发送了一封长达25页的停终函。微软指责罗伊建立这一网站是为了利用被称为域名抢注的手段逼迫他们达成巨额协议。

## 新闻报道和解决
罗伊将此事付诸媒体，为此案营造了舆论并获得了包括超过6000美元和免费律师咨询在内的援助。由于在12小时内被访问了25万次，罗伊一度被迫关闭他的网站，之后他通过更换有更大容纳量的服务商的方式恢复了网站。 这一案件被媒体描述为大卫与歌利亚的战斗，将微软描述为反派，由此产生的不佳宣传在之后被描述为“公关灾难”。罗伊获得的公众支持被认为“软化了微软的立场”并最终促成了和解。
2004年1月底，据透露双方已达成庭外和解，微软获得了域名。作为回报，微软同意支付罗伊在域名MikeRoweforums.com上新建一个网站并将流量重定向过去的所有花费。 另外，微软还为罗伊提供了微软开发者网络的订阅、微软认证的培训、包含指定游戏的Xbox，为他和他的家庭提供一次费用全免的前往雷德蒙德微软总部参加微软研究技术节的机会。在进行一次在线民意调查后，罗伊将他的大部分法律辩护基金捐献给了一家儿童医院，剩余资金则会用于他未来的大学教育。 

## 进一步的发展
在与微软和解后，罗伊试图在eBay上拍卖他收到的文件，并将这些文件描述为“互联网历史的一部分”。这些文件包括最初25页长的停终函副本、包括商标副本在内的一英寸厚的WIPO书籍、网页和他与微软之间的往来邮件。这次网上拍卖获得了超过50万的浏览量，出价涨到超过20万美元。但高额出价被发现是欺诈行为，拍卖被限制在得到预先批准的买家中进行。在以500美元的底价重新拍卖后，这些文件最终以1037美元的价格成交。
微软后来承认，他们在保护“Microsoft”商标时可能过于激进。此案结束后，Out-Law.com的编辑Struan Robertson表示，微软别无选择只能在发现这一情况后追究到底，否则就会产生对他们的商标不利的风险。 ZDNet也支持这一观点，认为如果微软有意放过罗伊的网站，他们可能会失去对抗未来商标侵权的权利。Robertson认为即使发生法律诉讼，罗伊也可以提出他使用的是自己的真名且没有声称与微软有关这一有力的主张来保住域名。